# Jernkontoret

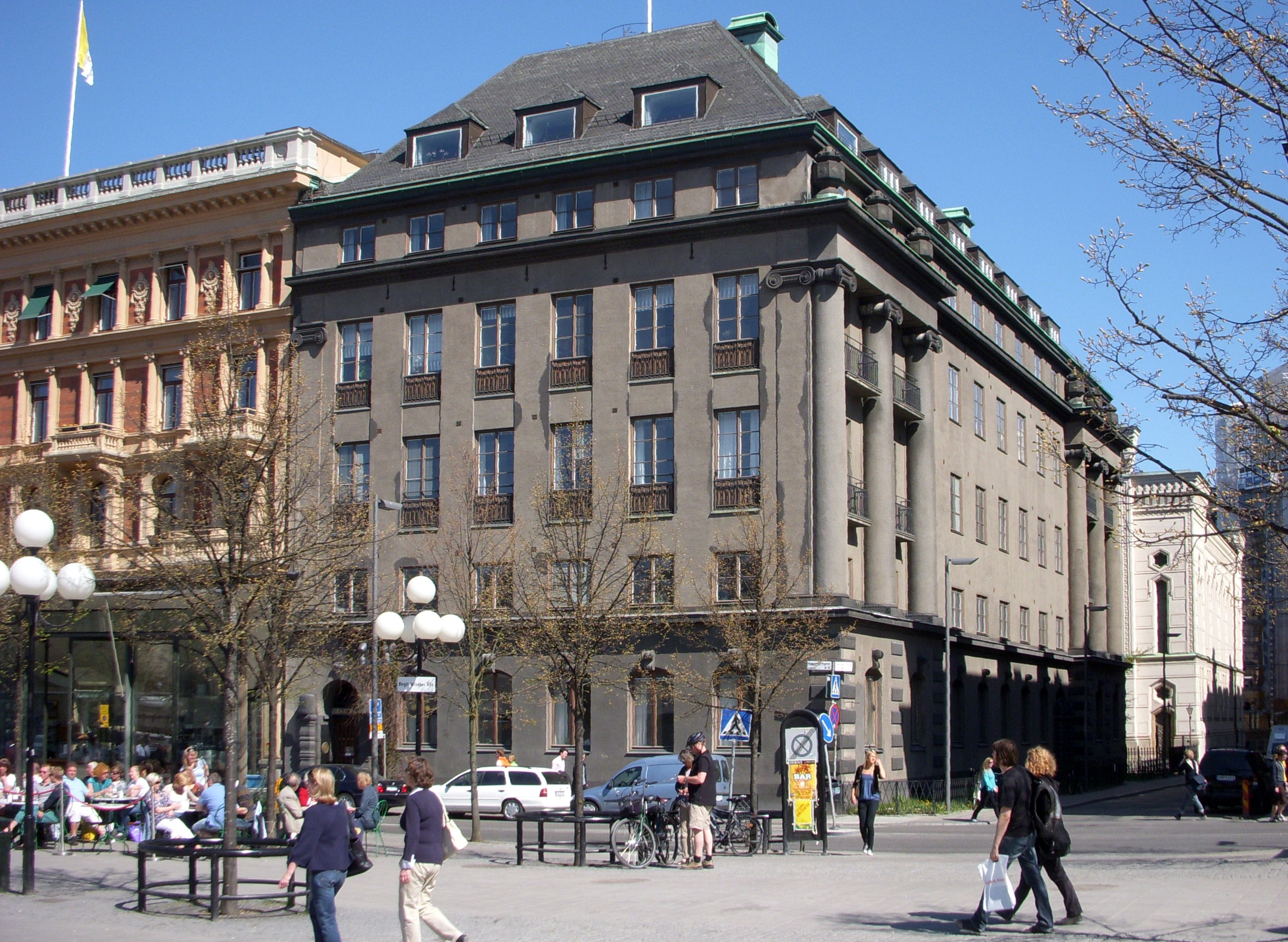
Jernkontoret vid Kungsträdgårdsgatan 10.

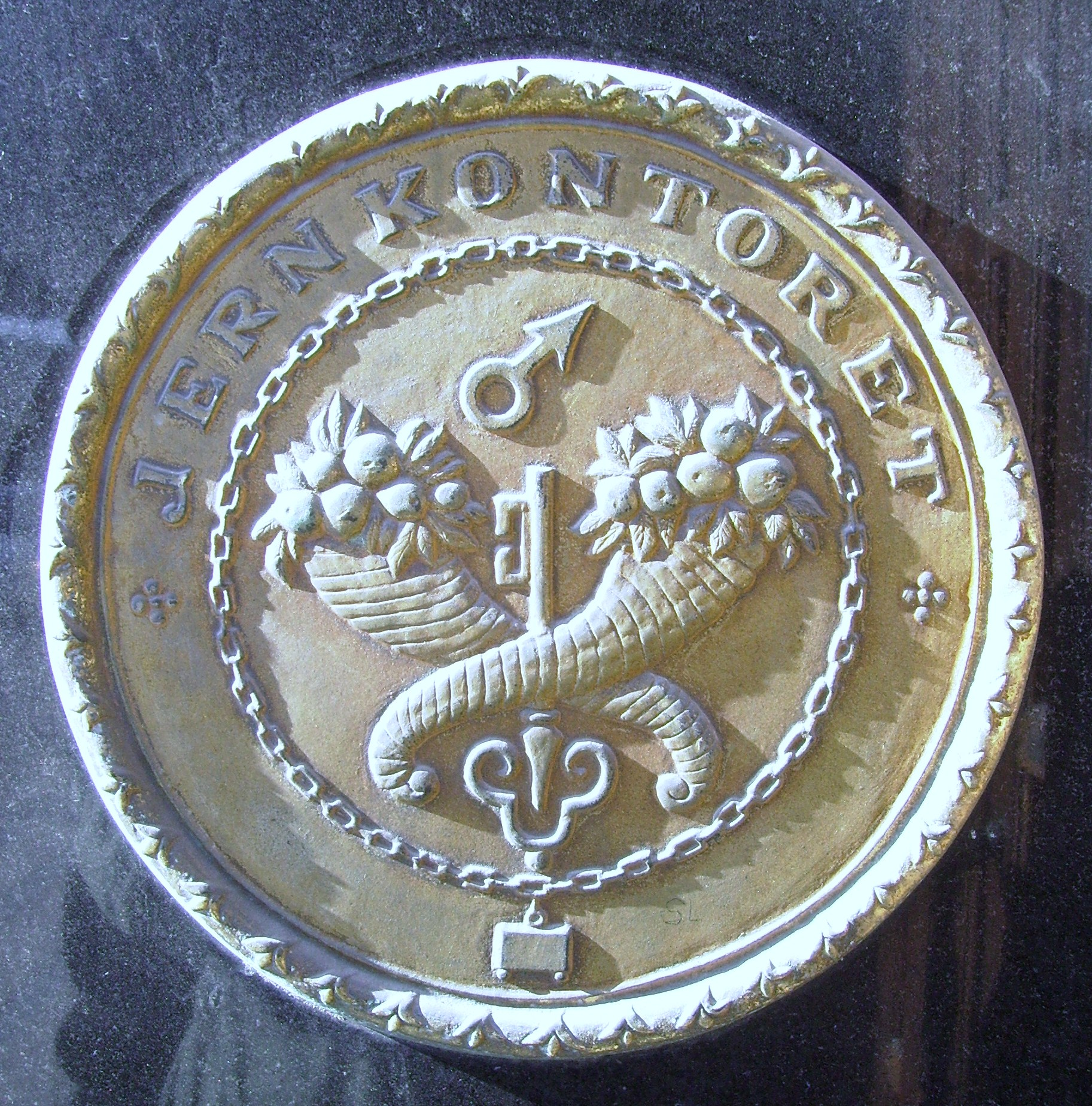
Jernkontoret, medaljong.

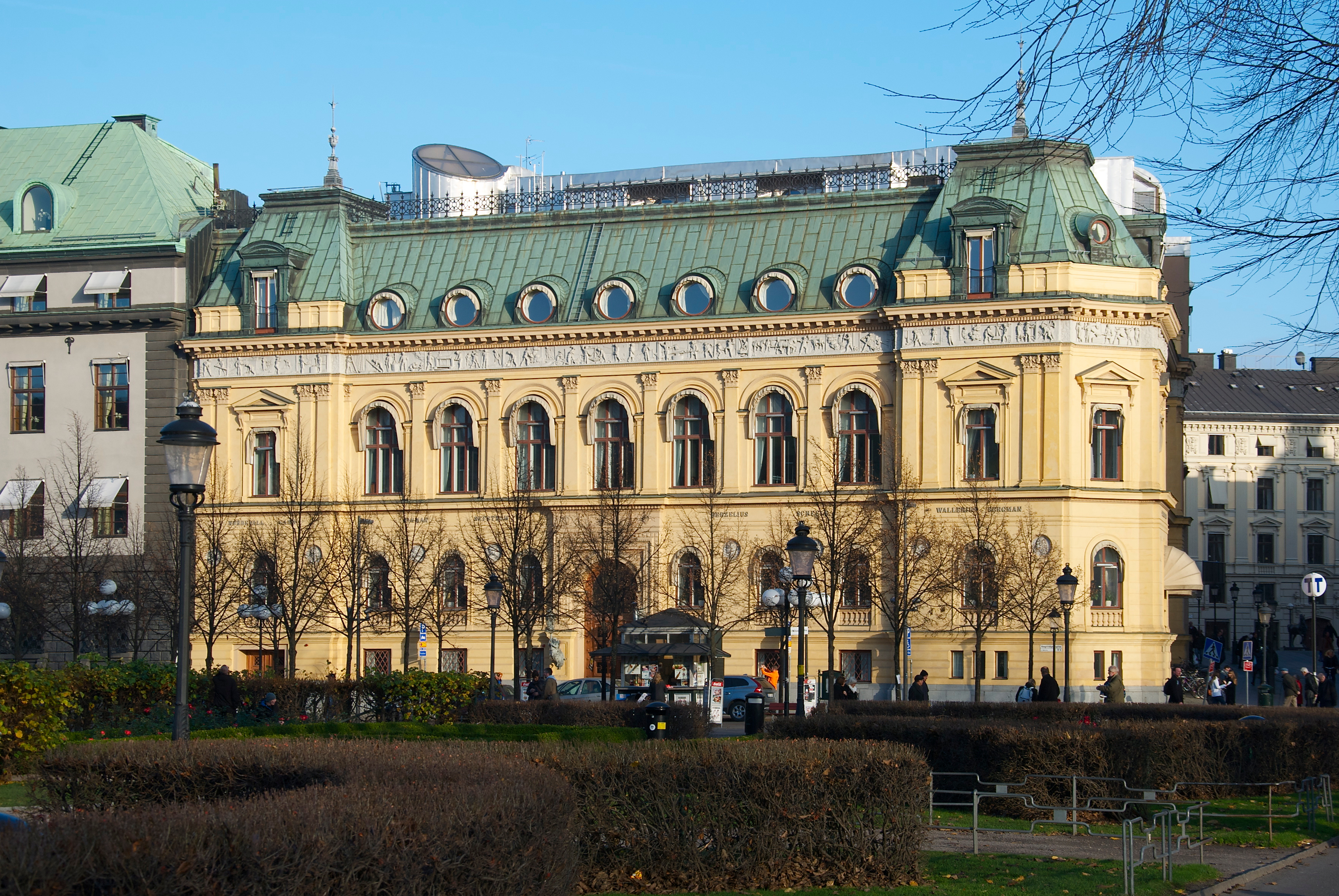
Jernkontorets gamla huvudkontor på Kungsträdgårdsgatan 6.

Jernkontoret är den svenska stålindustrins branschorganisation. Jernkontoret ägnar sig åt frågor rörande exempelvis handelspolitik, forskning och utbildning, standardisering, energi, miljö och hållbarhet, branschstatistik och bergshistorisk forskning. Jernkontoret fungerar dock inte som arbetsgivarorganisation. Den rollen hanteras av Stål- och Metallarbetsgivareförbundet.
Jernkontoret är till sin konstruktion ett offentligrättsligt bolag med privat delägarskap, vilket ej är bundet till personer eller företag utan direkt till varje järnbruk/stålverk. Jernkontoret har sina lokaler i egen fastighet i centrala Stockholm på Kungsträdgårdsgatan. (se vidare Kungsträdgårdsgatan 10)

## Historik
Jernkontorets första reglemente stadfästes 1747 av kung Fredrik I, vilket gör det till Sveriges äldsta näringsorganisation. Detlof Heijkenskjöld d.ä. var en av de verksamma i bildandet. Jämför med det statliga Bergskollegium startat 1630. Representanterna för de i Jernkontoret ingående bruken benämns Brukssocieteten.
Annika Roos är VD sedan 2022.
- Följande text är citerad från Projekt Runeberg, Historisk-statistisk handbok på offentligt uppdrag utgifven af Gustav Sundbärg förste aktuarie i k. Statistiska centralbyrån, Stockholm Kungl. boktryckeriet. P. A. Norstedt & söner 1901. (Läs hela artikeln på runeberg.org/sverig01/0710.html)

Järnkontoret är en för Sverige egendomlig penninginstitution, med uppgift ursprungligen att bistå sina delägare under dåliga konjunkturer samt äfven i allmänhet att genom understöd och uppmuntran verka för järnhandteringens främjande.

## Verkställande direktörer
- 1902–1928: Emil Kinander
- 1928–1930: August Herlenius
- 1930–1936: Axel Wahlberg
- 1936–1946: Wiking Johnsson
- 1946–1953: Gösta Frisell
- 1953–1973: Ragnar Sundén
- 1973–1976: Lars Nabseth
- 1976–1985: Erik Höök
- 1985–1988: Sven-Eric Håkansson
- 1988–1998: Orvar Nyquist
- 1998–2005: Håkan Murby
- 2005–2010: Elisabeth Nilsson
- 2010–2022: Bo-Erik Pers
- 2022–        : Annika Roos